# Camposanto
Camposanto là một đô thị ở tỉnh Modena thuộc vùng Emilia-Romagna, có vị trí cách khoảng 35 km về phía tây bắc của Bologna và khoảng 20 km về phía đông bắc của Modena. Tại thời điểm ngày 31 tháng 12 năm 2004, đô thị này có dân số 3.061 người và diện tích 22,7 km².
Camposanto giáp các đô thị: Bomporto, Crevalcore, Finale Emilia, Medolla, Ravarino, San Felice sul Panaro, San Prospero.